# Mongólia diplomáciai misszióinak listája

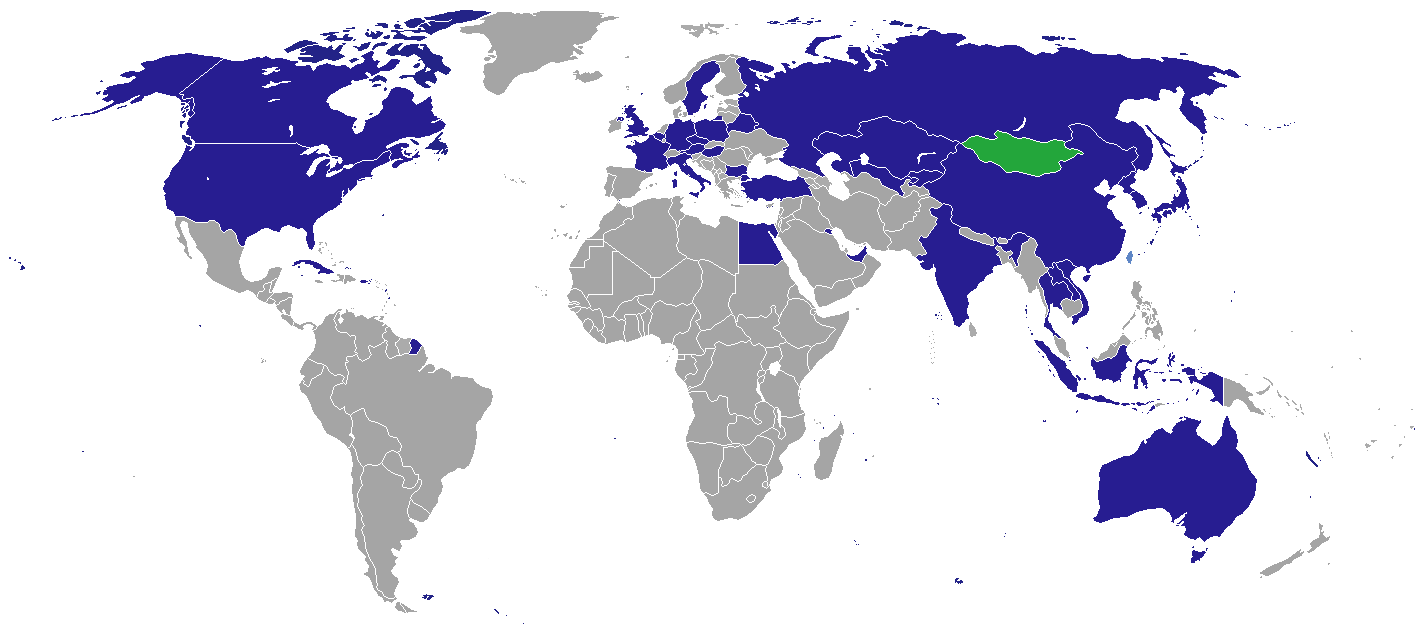
Országok (kékkel), ahol mongol képviselet található

Mongólia diplomáciai misszióinak listája tartalmazza a mongol kormány által nemzetközi szerződések alapján létrehozott nagykövetségeket, képviseleti irodákat és főkonzulátusokat.

## Amerika

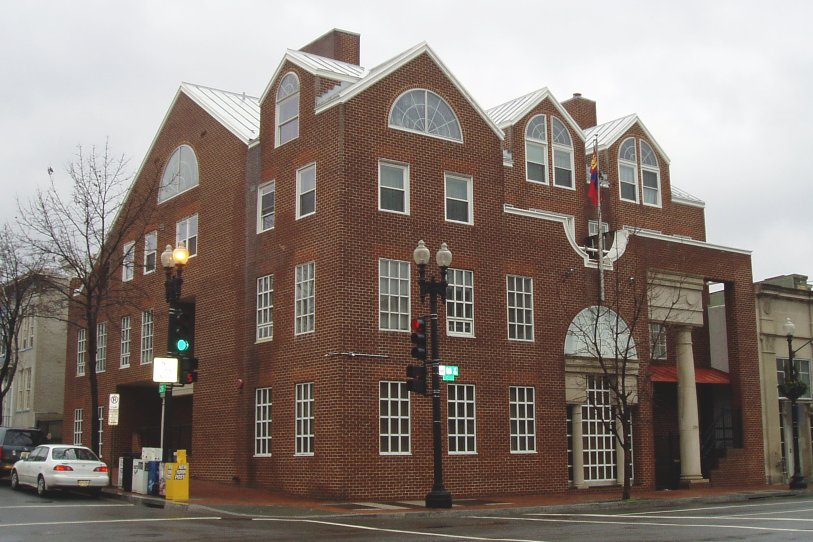
Washingtoni nagykövetség

## Afrika[1]
- Egyiptom: Kairó: nagykövetség

## Amerika[1]
- Kanada: Ottawa: nagykövetség

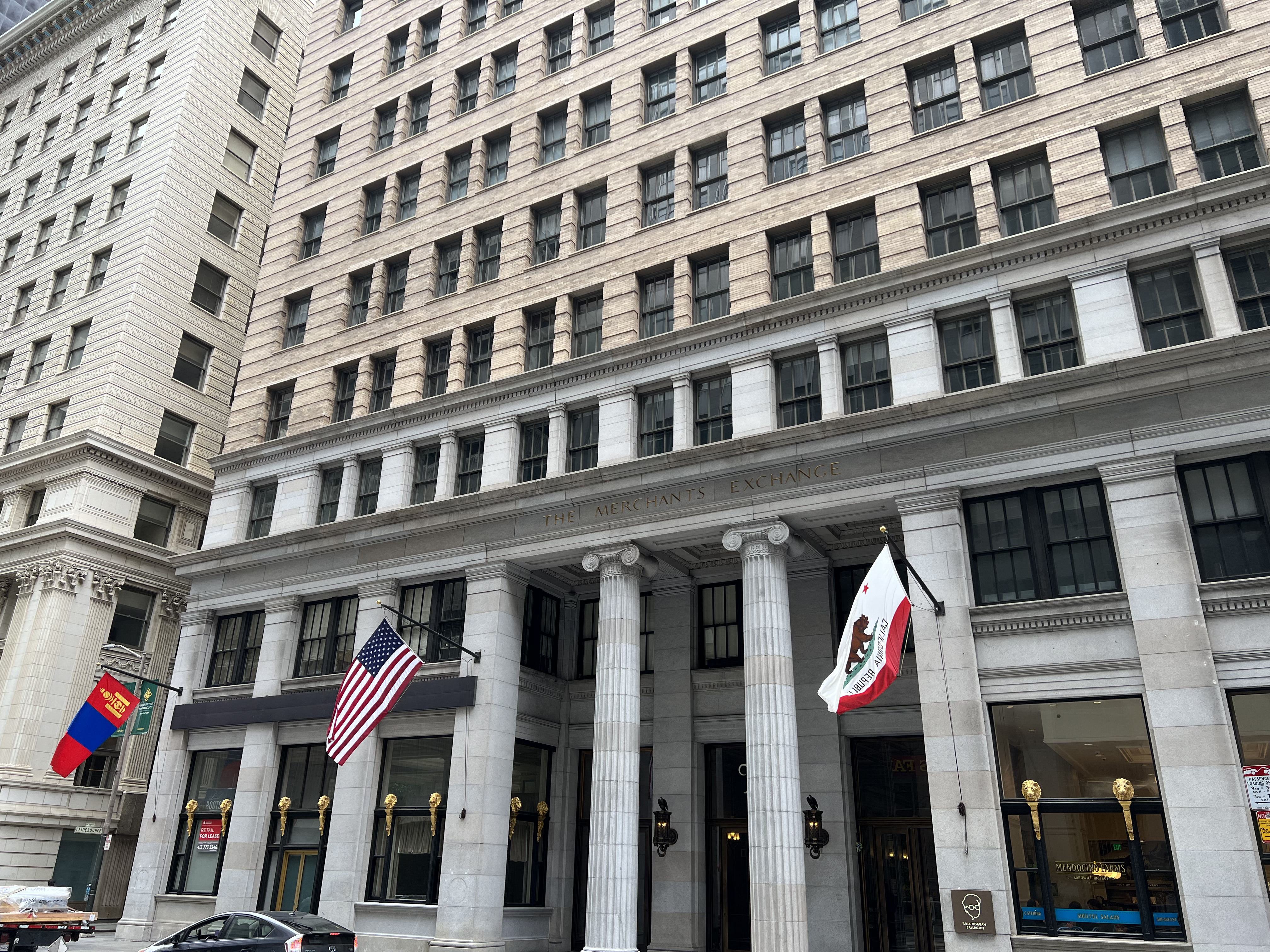
Főkonzulátus San Franciscóban

- Washingtoni nagykövetség Amerikai Egyesült Államok: Washington: nagykövetség
  - Főkonzulátus San FranciscóbanChicago: főkonzulátus
  - San Francisco: főkonzulátus
- Amerikai Egyesült Államok: New York: Mongólia állandó képviselete az ENSZ mellett
- Kuba: Havanna: nagykövetség

## Ázsia[1]
- Kína: Peking: nagykövetség
  - Hohhot: főkonzulátus
  - Sanghaj: főkonzulátus
  - Erenhot: konzulátus
  - Manzsúli: konzulátus
- Hongkong: főkonzulátus
- India: Új-Delhi: nagykövetség

- Indonézia: Jakarta: tiszteletbeli főkonzulátus

- Japán: Tokió: nagykövetség
  - Oszaka: főkonzulátus

- Kazahsztán: Asztana: nagykövetség
  - Almati: konzulátus
- Kuvait: Kuvaitváros: nagykövetség
- Kirgizisztán: Biskek: nagykövetség
- Laosz: Vientián: nagykövetség
- Észak-Korea: Phenjan: nagykövetség
- Dél-Korea: Szöul: nagykövetség
  - Puszan: konzulátus
- Szingapúr: Szingapúr: nagykövetség
- Tajvan: Tajpej: Kereskedelmi és Gazdasági Képviseleti Iroda
- Thaiföld: Bangkok: nagykövetség
- Törökország: Ankara: nagykövetség
  - Isztambul: főkonzulátus
- Egyesült Arab Emírségek: Abu-Dzabi: nagykövetség
- Üzbegisztán: Taskent: nagykövetség
- Vietnám: Hanoi: nagykövetség

## Európa[1]
- Ausztria: Bécs: nagykövetség
- Fehéroroszország: Minszk: nagykövetség
- Belgium: Brüsszel: nagykövetség
- Belgium: Brüsszel: Mongólia állandó képviselete az EU mellett
- Bulgária: Szófia: nagykövetség
- Csehország: Prága: nagykövetség
- Franciaország: Párizs: nagykövetség
- Németország: Berlin: nagykövetség
- Magyarország: Budapest: nagykövetség
- Olaszország: Róma: nagykövetség
- Lengyelország: Varsó: nagykövetség
- Oroszország: Moszkva: nagykövetség
  - Irkutszk: főkonzulátus
  - Kizil: főkonzulátus
  - Ulan-Ude: főkonzulátus
- Svédország: Stockholm: nagykövetség
- Svájc: Genf: nagykövetség
- Egyesült Királyság: London: nagykövetség

## Óceánia[1]
- Ausztrália: Canberra: nagykövetség

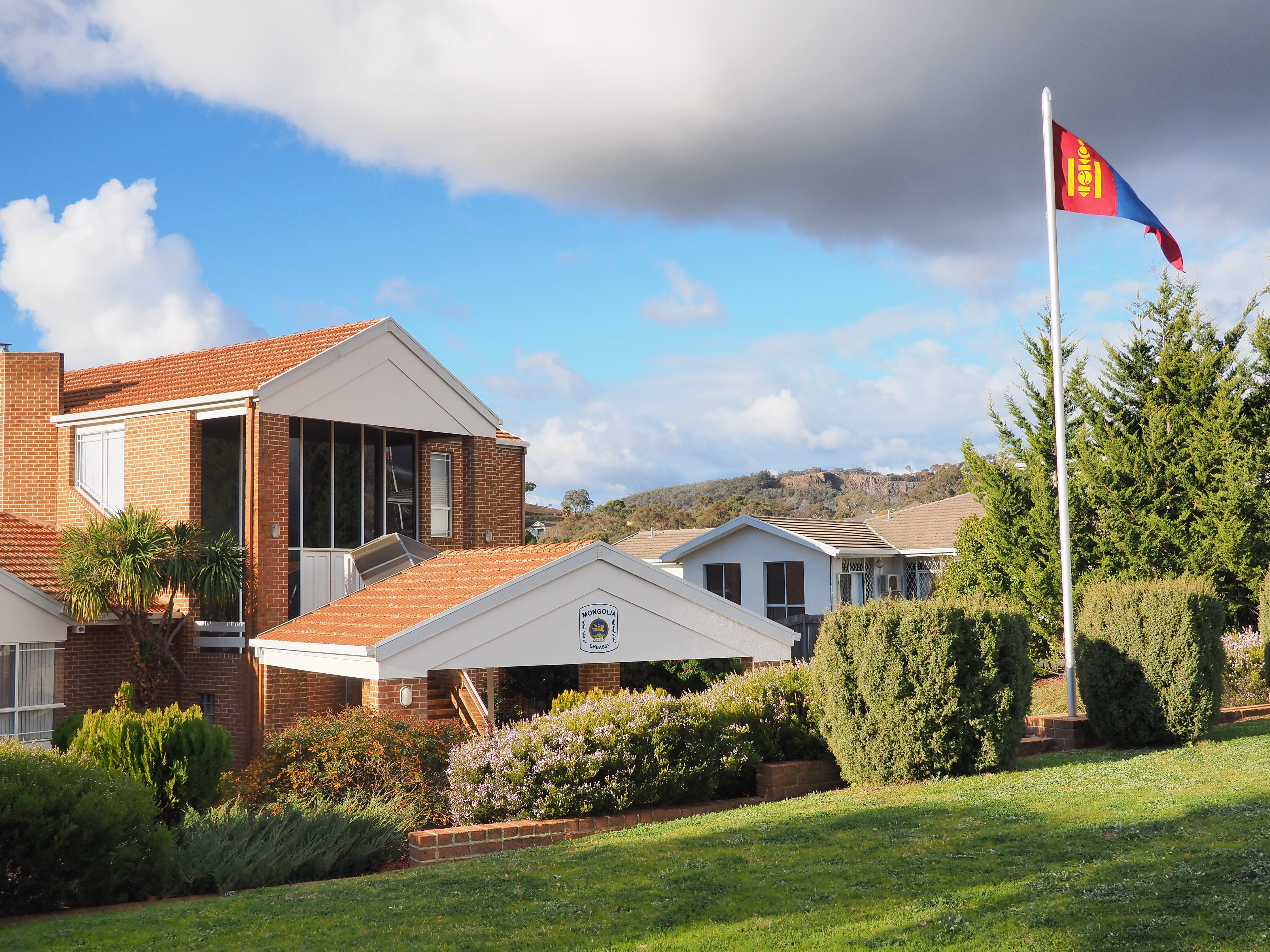
Canberrai nagykövetség

## Megszűnt nagykövetségek és konzulátusok
- Brazília: Brazíliaváros: nagykövetség (2016)[2][3]
- Afganisztán: Kabul: nagykövetség (ismeretlen)
- Kína: Hailar: konzulátus (2017)
- Románia: Bukarest: nagykövetség (1995)
- Jugoszlávia: Belgrád: nagykövetség (ismeretlen)

## Fordítás
Ez a szócikk részben vagy egészben  a   List of diplomatic missions of Mongolia című angol Wikipédia-szócikk ezen változatának fordításán alapul.  Az eredeti cikk szerkesztőit annak laptörténete sorolja fel. Ez a jelzés csupán a megfogalmazás eredetét és a szerzői jogokat jelzi, nem szolgál a cikkben szereplő információk forrásmegjelöléseként.